# 幽州突騎
幽州突騎，是漢朝為抵禦匈奴犯境而成立的一支部隊。中國歷代的騎兵中，都有突騎的名號。並非只有幽州突騎一部隊。

## 歷史
在西漢時，漢室為拱衛北方邊防地區幽州，便培育出精銳的幽州突騎。到了漢光武帝劉秀復國時曾借助幽州突騎的兵力去建立東漢。他在奪取天下前到達河北地區，與王郎部將倪宏、劉奉等統帥的數萬士兵交戰。但由於兵微將寡，所以敵不過王朗等巨鹿城地方割據勢力。官員耿況等聯絡彭寵調集漁陽及上谷四千名突騎由景丹及耿弇統率支援劉秀得天下。劉秀其後對幽州突騎的勇猛予以稱許。及後吳漢調集了幽州十郡突騎壯大了部隊的實力。而劉秀在順水北一戰中乘勝輕進卻陷入重圍，突騎將領王豐將自己的坐騎讓給他，終得以突圍。
至漢靈帝光和年間，公孫瓚曾奉詔率領三千名幽州突騎到討伐涼州賊，當時正值漁陽張純與遼西烏丸丘力居合謀造叛劫略薊中。公孫氏日後在東漢末年群雄四起時正是以幽州突騎（演變成「白馬義從」）部隊自居，盤踞幽州。但最後亦因無法抵抗冀州強弩的攻勢而敗於冀州牧袁紹之下。。
東漢名士蔡邕《幽州刺史議》曾正面評價幽州突騎的重要性：「幽州突騎，冀州强弩，爲天下精兵。國家贍核，四方有事，未嘗不取辦於二州。」，意即朝廷遇事可借幽州突騎之力協助解決問題。